# 谷間の争い
『谷間の争い』（たにまのあらそい、Trouble in the Glen）は、1954年に公開されたイギリスのコメディ映画である。監督はハーバート・ウィルコックス。出演はマーガレット・ロックウッド、オーソン・ウェルズ、フォレスト・タッカー、ヴィクター・マクラグレンである。1950年のモーリス・ウォルシュの同名の小説を原作としている。映画はリパブリック・ピクチャーズが配給し、テクニカラーで撮影された。

## キャスト
| 役名         | 俳優                       | 日本語吹替         |
| 役名         | 俳優                       | 日本テレビ版       |
| ------------ | -------------------------- | ------------------ |
| メンジェス   | オーソン・ウェルズ         | 若山弦蔵           |
| マリッサ     | マーガレット・ロックウッド | 寺島信子           |
| ランス       | フォレスト・タッカー       | 宮部昭夫           |
| マルコム     | ジョン・マッカラム         | 大塚周夫           |
| アルシン     | マーガレット・マッコート   | 渡辺知子           |
| アンガス     | ピーター・シンクレア       | 田村錦人           |
| ルーク       | モートリー・ケルサル       | 千葉耕市           |
| デュークス   | アーチ―・ダンカン          | 天津敏             |
| ディニー     | エディ・バーン             | 和田啓             |
| ケート       | メアリー・マッケンジー     | 瀬能礼子           |
| バーラン     | ヴィクター・マクラグレン   | 藤岡琢也           |
| ダンディ     | アン・ガドラン             | 五月女道子         |
| キーガン     | アレックス・マクリンドル   | 肝付兼太           |
| トーマス     |                            | 愛川欽也           |
| 執事         |                            | 小池明義           |
| サム         |                            | 細井重之           |
| フレイザー   |                            | 千倉すみ子         |
| ミューリック |                            | 青野武             |
| 警官         |                            | 小林修             |
| 運転手       |                            | 木村幌             |
| 男(1)        |                            | 家弓家正           |
| 男(2)        |                            | 宮田光             |
| 男(3)        |                            | 雨森雅司           |
|              |                            |                    |
| 演出         | 演出                       | 好川純             |
| 翻訳         | 翻訳                       | 佐藤一公           |
| 効果         | 効果                       | PAG                |
| 調整         |                            |                    |
| 制作         | 制作                       | 東京プロモーション |
| 解説         |                            |                    |
| 初回放送     | 初回放送                   | 1964年5月6日製作   |